# Volodar Glebovič, kníže z Minsku
Volodar Glebovič Minský byl minský kníže, který byl členem tzv. Polocké dynastie pojmenované po běloruském městě Polocku a stejnojmenném knížectví, odkud rod pochází. Byl synem Gleba Vseslaviče Minského († 1119) a Anastázie, dcery Jaropolka Izjaslaviče. Volodar zemřel po roce 1167, možná v roce 1176.
Volodarova rodina byla dlouho v konfliktu s kyjevským velkoknížetem Vladimírem Monomachem, který v roce 1113 (podle některých informací v roce 1119) dobyl Minsk, který byl v té době pod kontrolou Volodarova otce. Později zbývající majetky Polocké dynastie dobyl Vladimírův syn Mstislav I. Kyjevský a její členové byli nuceni odejít do exilu, mimo jiné do Konstantinopole. Po Mstislavově smrti v roce 1132 se však Kyjevská říše pomalu zhroutila a Polocká dynastie se mohla vrátit na ruskou politickou scénu.
Volodar se 5. června 1135 (pravděpodobně v exilu v Polsku) oženil s Richenzou Polskou královnou švédskou, dcerou Boleslava III. Křivoústého a vdovou po dánském princi, a krátce také králi, Magnusovi I. Švédském, který rok předtím padl v bitvě u Foteviku. Volodar a Richenza měli dceru Sofii Minskou, která se později provdala za Valdemara Velikého Dánského.
Sňatek Volodara a Richenzy byl politickým tahem jejího otce namířeným proti tehdejší alianci mezi Erikem Emunem Dánským a potomky Monomacha. Protože během tohoto konfliktu zemřelo několik ústředních aktérů, padl i základ manželství, které bylo rozpuštěno rozvodem, po kterém se Richenza provdala za Sverkera I. Švédského.
Při bádání o starověku byl Volodar obvykle zaměňován (mimo jiné Nikolajem von Baumgarten) s napůl mytickým knížetem Vladimírem Vsevolodičem Novgorodským.